# Christelijke muziek
Christelijke muziek is een algemene noemer voor muziek waarin het christendom tot uiting komt. Het behelst enerzijds religieuze popmuziek in stijl variërend van gospel tot white metal en anderzijds al dan niet liturgische kerkmuziek zoals gregoriaans, psalmen, passies, gezangen en opwekkingsliederen, samen met vele religieuze werken uit de klassieke muziek.

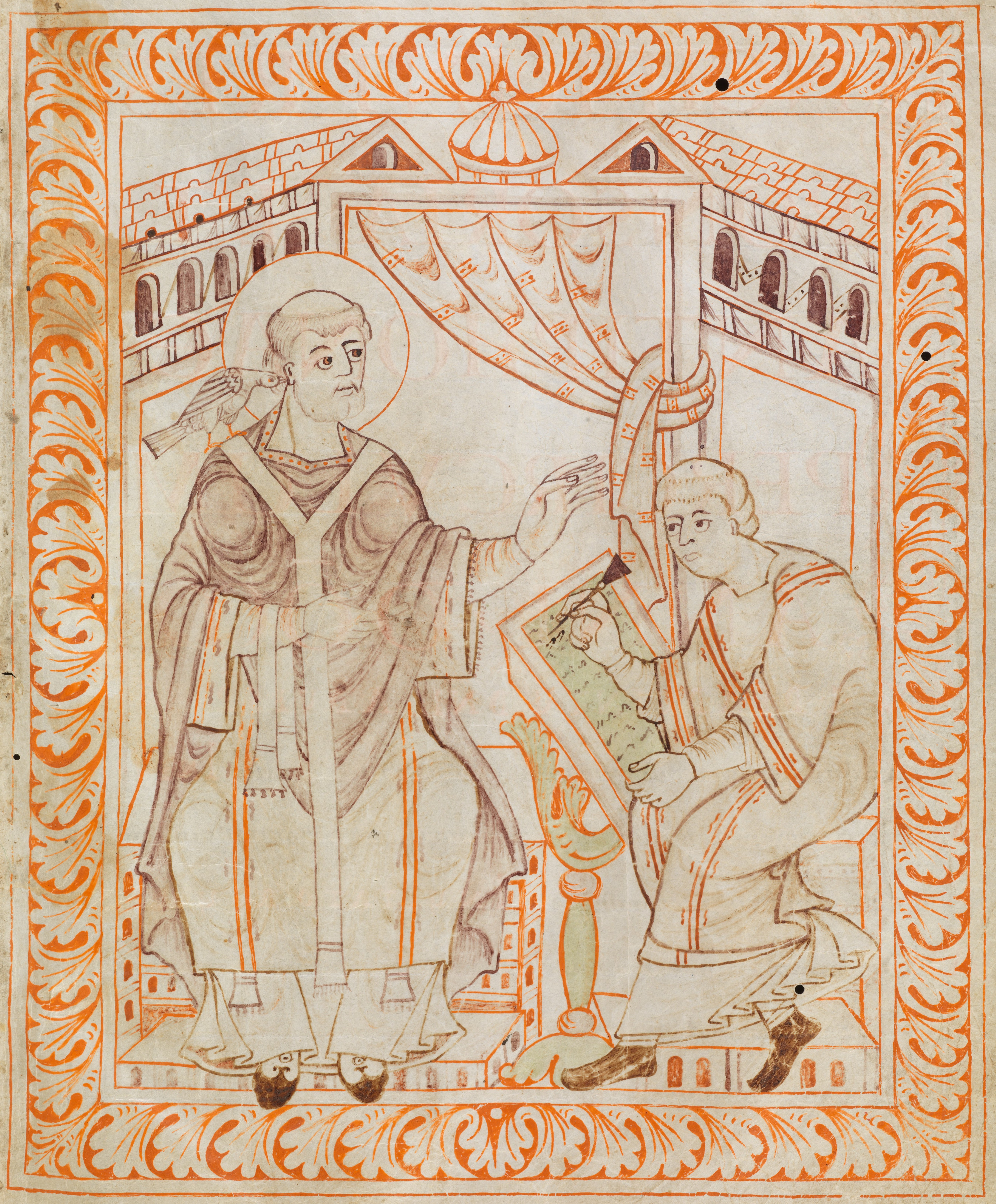
Paus Gregorius I dicteert gregoriaanse gezangen
Antifonarium van Hartker in het klooster van Saint Gall

## Kerkmuziek
Kerkmuziek wordt ook wel gewijde muziek genoemd (als tegenovergestelde van wereldlijke muziek). Veel klassieke componisten hebben gewijde muziek geschreven zoals Bach of Mendelssohn. Van Bach zijn enkele liederen overgenomen in het Liedboek voor de Kerken. Het betreft dan onder meer psalmen, missen en passiewerken.
Kerkliederen uit christelijke liedbundels worden gezongen in de eredienst (of kerkdienst).

## Relipop
Een vorm van christelijke popmuziek is de zogenaamde hedendaagse christelijke muziek (Engels: Contemporary Christian Music; afgekort tot CCM). De Amerikaanse term dook voor het eerst op in de tweede helft van de jaren 70 van de 20e eeuw. In het Nederlands wordt dit gewoonlijk relipop genoemd.
CCM refereert in Amerika in het bijzonder aan relipop en christelijke rockmuziek en opwekkingsmuziek uit de muziekindustrie van Nashville (Tennessee) en geldt daar niet voor alle populaire muziek die verbonden is met het christendom. Zo vallen reli-punk, -hardcore, en -hiphop buiten die term, net als mainstream-artiesten zoals Bob Dylan, The Byrds of U2 ondanks de christelijke thema's in hun teksten. Binnen het metalgenre heet de relipopmuziek white metal (als tegenhanger van het zogenaamde black metal).

## Gerelateerde onderwerpen
- Koptische muziek
- Lijst van artiesten van christelijke muziek